# Зод (Расширенная вселенная DC)
Дру-Зод (англ. Dru-Zod) — персонаж Расширенной вселенной DC (DCEU), основанный на одноимённом суперзлодее DC Comics. Его роль исполняет Майкл Шеннон. Зод впервые появляется в фильме «Человек из стали» (2013) в качестве мятежного генерала, пытающегося возглавить переворот против правящей элиты планеты Криптон, вынудив главного учёного планеты Джор-Эла отправить своего сына Кал-Эла на Землю. Зода наказывают за военные преступления, отправляя его и его подчинённых в Фантомную зону, но после уничтожения Криптона Зод и его последователи сбегают и следуют за Кал-Элом на Землю, что вынуждает Кала защищать планету и её жителей.
Исполнение Шенноном роли Зода получило положительные отзывы, и персонаж считается одним из лучших злодеев DCEU.
Шеннон вновь исполнил роль Зода в фильме DCEU «Флэш» (2023).

## Создание персонажа и исполнение

### Первое появление и предыдущее изображение
Генерал Зод впервые появился в Adventure Comics #263. С тех пор Зод считается одним из величайших заклятых врагов Супермена. Как и Супермен, он обладает способностью летать, обладает сверхчеловеческой силой, тепловым зрением, ледяным дыханием и другими способностями. Зод дебютировал в живом исполнении в адаптации 1978 года, а роль Зода досталась Теренсу Стэмпу, который вновь исполнил её в сиквеле 1980 года с более заметной аркой.

### Кастинг и за кадром
Американский актёр Майкл Шеннон получил роль Зода в фильме «Человек из стали», перезапуске франшизы о Супермене, которая в конечном итоге стал первой частью Расширенной вселенной DC. На эту роль также рассматривались Вигго Мортенсен и Дэниел Дэй-Льюис. Режиссёр Зак Снайдер заявил: «Зод — не только один из самых грозных врагов Супермена, но и один из самых значительных, потому что у него есть понимание Супермена, которого нет у других. Майкл — сильный актёр, который может проецировать как интеллект, так и злобу персонажа, что делает его идеальным для этой роли». Когда сценариста Дэвида С. Гойера спросили о том, почему Зод был выбран в качестве злодея, он заявил: «То, как [Кристофер] Нолан и я всегда подходили к фильмам, заключается в том, что вы никогда не говорите: „Эй, какой злодей был бы крут для этого фильма?“ Сначала вы начинаете с истории. Что за история? О какой теме вы хотите рассказать? Так что мы с этим разобрались. Затем, как правило, злодей становится очевидным с точки зрения того, кто будет подходящим антагонистом для этого. Когда вы, ребята, посмотрите фильм, единственным злодеем, которого мы могли бы использовать, был Зод и криптонцы. Я имею в виду, когда вы видите, что представляет собой вся эта история, ничто другое даже не имело бы смысла».
Подобно актёру Генри Кавиллу (Супермен) и актрисе Антье Трауэ (Фаора), Шеннон много тренировался для своей роли, проходя тренировки, в которых широко использовались приседания с гантелями и комплексы со штангой под руководством тренера Марка Твайта. Костюм генерала Зода был разработан Майклом Уилкинсоном с мотивом инопланетной кольчуги и его фамильным гербом спереди, похожим на Супермена, Фаору, Джор-Эла и других криптонских персонажей в фильме. Криптонская броня для Зода была сконструирована с помощью CGI, чтобы обеспечить Шеннону «свободу передвижения» из-за значительного веса, который давал бы практичная броня.
В фильме «Бэтмен против Супермена: На заре справедливости» труп Зода появляется в фильме в решающей роли; однако Майкл Шеннон не снимал никаких сцен для фильма, и труп был создан с использованием телосложения фитнес-модели Грега Плитта и снимка головы Шеннона.

### Темы и характеризации
Зод изображён в «Человеке из стали» как высококвалифицированный, решительный и харизматичный воин, яростно преданный своей расе и её идеалам и не боящийся действовать инстинктивно. Несмотря на то, что время от времени он заботится о других криптонцах, он считает представителей других рас, таких как люди, низшими, не обращая внимания на их вымирание, когда он пытается терраформировать Землю в условиях, подобных Криптону. Он также не понимает концепции свободы воли, и когда его планы срываются, он сходит с ума из-за потери своего народа и неудачи в том, что он считает своей единственной целью в жизни, поклявшись лично уничтожить человечество в отместку, пока Супермену не приходится убить его. В статье для «Huffington Post» Колин Лиотта сравнил Зода в фильме с Адольфом Гитлером, процитировав: «Он чувствует, что его видение чистого Криптона (то есть общества, подобного тому, которое представлял себе Гитлер в своей евгенической программе) — это единственный способ выжить».

## Появления

### «Человек из стали» (2013)
Генерал Зод представлен как воин, преданный Криптону, который был генетически сконструирован в Зале Зарождения и получил свою роль в криптонском обществе, как и все другие криптонцы. Зод вырос в Криптонской гильдии воинов и дослужился до звания генерала. В юности он также подружился с ведущим учёным Криптона Джор-Элом, поскольку был так же заинтересован в сохранении Криптона в безопасности и порядке. Когда Криптон близок к разрушению из-за чрезмерной добычи ресурсов из ядра планеты, Зод считает совет слишком слабым, чтобы сохранить жизнь их расе, поэтому он формирует Меч Рао и вербует своих последователей, чтобы начать восстание. Джор-Эл отказывается присоединиться и избегает попытки ареста последователями Зода. Когда Зод прибывает в дом Джор-Эла, он понимает, что последний украл генетический кодекс и собирается отправить его вместе со своим сыном Кал-Элом, первым за столетия ребёнком, рождённым естественным способом. Лара Лор-Ван, жена Джор-Эла, отправляет Кэла на Землю, когда мужчины-криптонцы вступают в драку, после чего Зод хладнокровно убивает Джор-Эла. Впоследствии Зод и его последователи были арестованы и приговорены к изгнанию в Фантомную Зону после того, как их признали виновными в государственной измене. Зод клянется найти Кал-Эла до того, как его и его воинов криогенно замораживают и отправляют в Фантомную Зону.
После того, как Криптон неизбежно взрывается, открывается портал Фантомной Зоны, освобождая Зода и его последователей, которые оплакивают разрушение своего родного мира. С помощью Фантомного двигателя портала они перепрофилируют свой тюремный корабль «Чёрный ноль» и путешествуют по галактике к планетам, колонизированным криптонцами. Несмотря на то, что им не удалось найти выживших, они извлекают криптонские технологии, включая Мировой двигатель, используемый для терраформирования планет в соответствии с потребностями криптонцев. Примерно в 2013 году силы Зода перехватывают сигнал с Земли после того, как взрослый Кал-Эл, теперь известный как Кларк Кент, активирует криптонский разведывательный корабль, найденный в Арктике. Подозревая, что Кал-Эл находится на Земле, Зод передаёт глобальное обращение с призывом сдаться или рискнуть войной. Кларк неохотно соглашается на его требования, и репортёр «Daily Planet» Лоис Лейн присоединяется к нему в качестве заложницы. Когда Зод наконец встречает Кларка, последний теряет равновесие, приспосабливаясь к криптонской атмосфере. В подобном сну видении Зод рассказывает Кларку о том, как им удалось сбежать из Фантомной зоны и найти его. Зод также говорит ему, что у него есть несколько устройств для терраформирования и о его намерениях терраформировать Землю, чтобы создать Новый Криптон, но в результате этого вымрет человеческая раса. Кларк отказывается присоединиться, и Зод раскрывает, что он убил Джор-Эла, когда он связывает Кларка, у которого берёт кровь научный сотрудник Зода Джакс-Ур. Он покидает корабль, чтобы забрать кодекс, который, как он подозревает, спрятан в капсуле Кларка на ферме Кентов. Он противостоит Марте Кент, но прежде чем он сможет причинить ей вред, сбежавший Кларк нападает на него, разбивая его шлем и подвергая его воздействию земной атмосферы. Когда Зод испытывает на себе то, что Кларк делал в детстве, он падает в обморок, и его спасают его воины.
Вернувшись на корабль, Джакс-Ур говорит Зоду, что Джор-Эл внедрил генетический кодекс в ДНК Кларка после исследования его крови, а также говорит ему, что Кларк с генетической информацией не нужен живым для создания новых криптонцев. Зод запускает Мировой двигатель с корабля, и он приземляется в Индийском океане. Когда корабль приходит на Землю и прибывает над Метрополисом, он начинает стрелять лучом через планету в сторону Мирового двигателя, начиная терраформирование, которое серьёзно повреждает город. Зод направляется в Арктику, чтобы сесть на корабль-разведчик, в котором находится Зал Зарождения. Голограмма Джор-Эла разговаривает с Зодом и пытается убедить его прервать миссию, но последний отказывается, удаляя ИИ и отправляя корабль в Метрополис. Зод пытается уничтожить самолёт ВВС США, нацеленный на атаку «Чёрного ноля», но Кларк, теперь называющий себя «Суперменом» и уничтоживший Мировой двигатель, проникает на корабль-разведчик и разбивает его. Это позволяет американскому самолёту врезаться в «Чёрный ноль» с активированным Фантомным двигателем капсулы Кларка, что создаёт сингулярность, которая засасывает войска Зода обратно в Фантомную зону. С уничтожением корабля и исчезновением единственной надежды Криптона на возрождение, теперь обезумевший Зод клянётся уничтожить Землю и её жителей из мести, получив способность летать после оттачивания своих чувств. Два криптонца вступают в длительную битву по всему Метрополису, вызывая ещё больше разрушений, и Кларк в конечном итоге одерживает верх, но когда Зод атакует загнанную в угол семью на железнодорожной станции своим тепловым зрением и отказывается отступать, Кларк неохотно убивает Зода — единственного оставшегося криптонца — свернув ему шею.

### «Бэтмен против Супермена: На заре справедливости» (2016)
Восемнадцать месяцев спустя Метрополис восстановил себя после катастрофического ущерба, нанесённого битвой, а на том месте, где приземлился «Чёрный ноль», построили парк и памятник. Труп Зода теперь находится в руках правительства США, он был изучен несколькими учеными на криптонском разведывательном корабле, который сейчас находится в Метрополисе и окружён правительственным учреждением. Лекс Лютор пытается убедить сенатора Джун Финч разрешить ему импортировать криптонит, обнаруженный после попытки Зода терраформировать Землю, чтобы его можно было использовать в качестве сдерживающего фактора против будущих криптонских и метачеловеческих угроз, но она отказывается, зная, что это прикрытие для убийства Супермена. Однако сенатор Барроуз позволяет Лексу иметь доступ к изучению и анализу тела Зода и криптонского разведывательного корабля. Лютор в конце концов обнаруживает, что воздействие криптонита разрушает криптонские клетки и значительно ослабляет Зода по стандартам смертных. Позже Лютор создаёт криптонского монстра, используя Зал Зарождения разведывательного корабля, труп Зода и кровь Лютора в качестве «резервного плана», чтобы убить Супермена, после того, как ему не удалось заставить Бэтмена сделать это. Хотя монстр невосприимчив к ядерному оружию и регенерирует после нанесения вреда, Супермену удаётся убить его криптонитовым копьём вместе с помощью Бэтмена и Чудо-женщины, хотя это стоит ему собственной жизни.

### «Флэш» (2023)
В альтернативной нити времени генерал Зод вместе со своей армией отправляется на Землю. Прибыв на планету, они открывают атаку и сталкиваются с Карой Зор-Эл, которая узнаёт, что Зод убил Кал-Эла, когда капсула с ним летела на Землю, и что Кодекс Роста, необходимый для преобразования Земли в Криптон, находится внутри неё. В процессе битвы Зод убивает Кару и берёт образец её крови. Позже Флэш возвращает нить времени в исходное состояние.

## Реакция
Несмотря на неоднозначный приём «Человека из стали», интерпретация Майклом Шенноном генерала Зода в фильме получила признание критиков. Марк Бёррелл из Screen Rant назвал Зода вторым величайшим злодеем DCEU в 2019 году, уступив только Аманде Уоллер в «Отряде самоубийц». Описывая игру Шеннона как «оперную», он отмечает, что «Шеннон берёт печально известную высокомерную — почти в стиле диснеевского злодея — интерпретацию грозного военачальника Теренса Стэмпа и полностью отдаёт его суперзаряженному мачизму Зака Снайдера». Его коллега из Screen Rant Джейсон Чемберлен разделяет это мнение, написав то, что предопределённая природа и роль Зода в криптонском обществе придали больше глубины его мотивам по сравнению с изображением Стэмпа в «Супермене 2» и отмечает это как одну из неудач криптонского общества.
Решение Супермена убить Зода в конце «Человека из стали» было встречено неоднозначной реакцией. В то время как художники комиксов, такие как Грант Моррисон и Нил Адамс, раскритиковали убийство как ненужное и нехарактерное для Супермена, Трей Сото из Geeks Under Grace утверждает, что Зод заставил Супермена действовать, не оставив ему другого выбора, и отмечает страдания последнего при этом. Он также комментирует, что Супермен безразлчично убивает Зода в «Супермене 2» после того, как лишил Зода его сил.